# Trisquel GNU/Linux
Trisquel GNU/Linux es una versión del sistema operativo GNU que utiliza el núcleo Linux-libre. Los principales objetivos del proyecto son la producción de un sistema operativo totalmente libre. El nombre del proyecto proviene del símbolo celta trisquel, formado por tres espirales entrelazadas. El logotipo de la distribución consiste en un trisquel compuesto por tres remolinos de Debian, como muestra de reconocimiento al proyecto en el cual está basado.

## Historia
El proyecto nació en 2004 con el patrocinio de la Universidad de Vigo, y fue oficialmente presentada en abril de 2005 con Richard Stallman, fundador del proyecto GNU, como invitado especial. Fue inicialmente desarrollada como una distribución basada en Debian, pero los repositorios de origen se cambiaron por los de Ubuntu con la publicación de la versión 2.0, en el verano de 2008. El proyecto hospeda sus propios repositorios, que derivan de los main y universe de Ubuntu, pero con todo el software privativo eliminado. Las diferencias incluyen la eliminación de todos los paquetes no libres y la sustitución del núcleo linux original por la versión sin firmware privativo linux-libre, y la adición de diversos paquetes.
El 11 de diciembre de 2008, Trisquel GNU/Linux fue incluida por la Free Software Foundation en la lista de distribuciones GNU/Linux 100 % libres disponibles en el website de GNU, siguiendo el proceso de verificación para asegurar el compromiso del equipo de desarrollo de Trisquel y su comunidad para promover y distribuir tan solo software 100 % libre.

## Idiomas soportados
Las versiones actuales incluyen traducciones para los idiomas: albanés, alemán, árabe, aranés, asturiano, bajo alemán, búlgaro, catalán, camboyano, castellano, chino simplificado, chino tradicional, croata, checo, coreano, danés, neerlandés, inglés, eslovaco, esloveno, esperanto, estonio, finlandés, francés, gallego, griego, hebreo, hindi, húngaro, indonesio, irlandés, italiano, japonés, letón, lituano, noruego bokmål, noruego nynorsk, occitano, panyabi, polaco, portugués, rumano, ruso, serbio, sueco, tamil, tailandés, turco, valenciano y vietnamita.

## Diferencias con respecto a Ubuntu
La principal diferencia es el estricto filtro que Trisquel aplica para decidir qué paquetes distribuir, aprobando sólo aquellos que brindan las cuatro libertades indicadas por la Free Software Foundation, excluyendo así todo software no libre. Este compromiso conduce a la eliminación de «blobs» de firmware y otras piezas de software no completamente libre, así como a no brindar soporte a la instalación de programas privativos, desaconsejándolo tanto en los foros del proyecto como en la documentación.
Desde un punto de vista práctico, los cambios más visibles son la selección de software preinstalado, la configuración no estándar del escritorio (usando sólo una barra de escritorio en lugar de las dos por defecto de GNOME), y el artwork minimalista original.

## Ediciones de Trisquel
Hay cinco ediciones del sistema Trisquel GNU/Linux disponible para la descarga actualmente. Estas versiones están solamente disponibles en 64 bits.

#### Trisquel
Es la edición principal de la distribución. Está diseñada para uso doméstico, personal, pequeñas empresas y centros educativos. Incluye software de red como el navegador Abrowser y el cliente de correo Icedove, en multimedia incluye VLC media player y Rhythmbox y en ofimática LibreOffice, entre otro software para realizar diversas tareas. Esta versión utiliza el entorno MATE.

#### Trisquel Mini
Está diseñada para equipos de recursos limitados. Emplea el navegador web Abrowser y el cliente de correo electrónico Sylpheed, el editor de textos Abiword y el reproductor de audio/vídeo GNOME-Mplayer entre sus componentes preinstalados. Esta versión utiliza el entorno LXDE.

#### Triskel
En esta edición se utiliza el entorno de escritorio KDE Plasma 5 junto a las utilidades de tal entorno. 

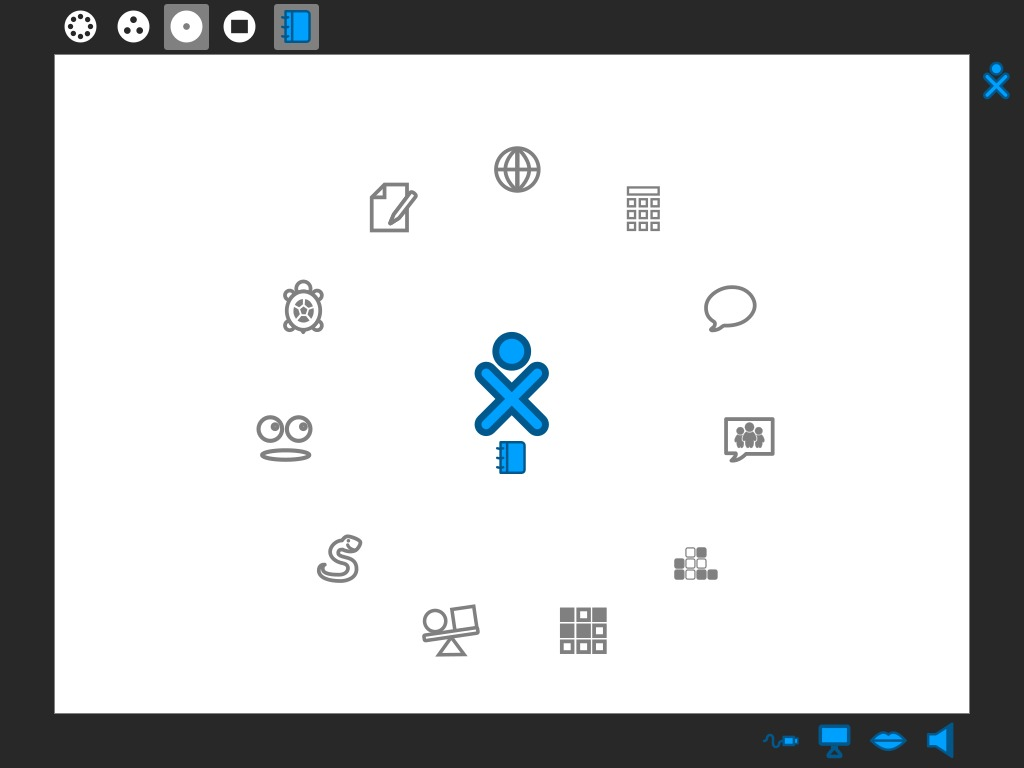
Trisquel GNU/Linux 8.0 edición Sugar TOAST.

#### Trisquel Sugar TOAST
Viene con el escritorio de aprendizaje Sugar (software). Está hecha para el uso educativo, trae actividades educativas para niveles que abarcan el preescolar y la ESO.

#### Trisquel NetInstall
Esta versión pesa 30MB de imagen iso y le permite al usuario instalar Trisquel en red modo texto.

## Ediciones antiguas de Trisquel

### Trisquel
La edición principal de la distribución está diseñada para uso doméstico, incluye herramientas de red, multimedia, software de diseño y ofimática, así como algunos juegos. Incluye una aplicación de media center capaz de reproducir DVD protegidos y la mayoría de los formatos de vídeo y audio.

### Trisquel Edu

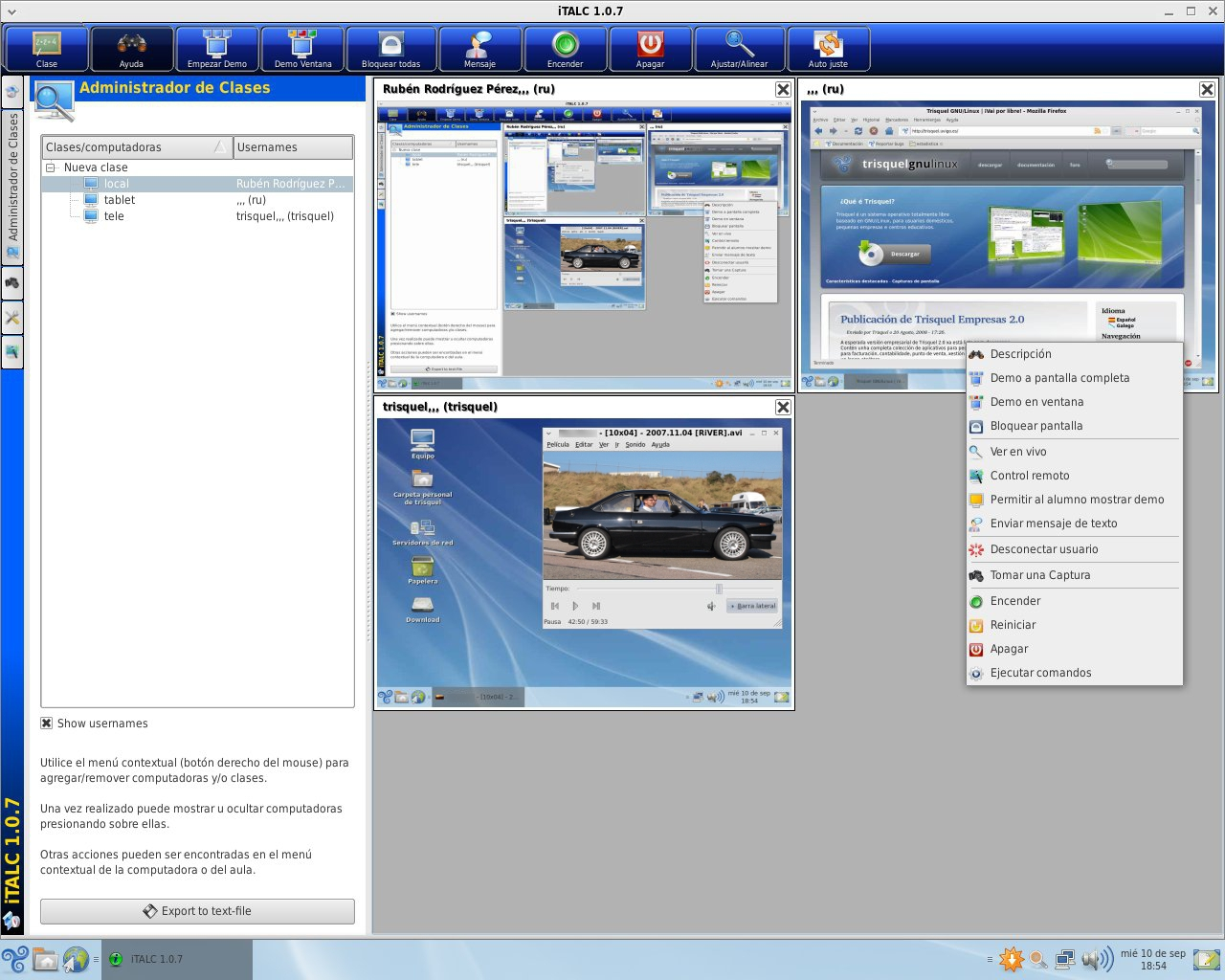
Servidor LTSP Trisquel controlado vía iTALC.

El 21 de septiembre de 2008 se presentó la primera versión candidata de esta herramienta educativa. Se basó en las anteriores experiencias del proyecto con el software educativo –debido a sus orígenes en la universidad, las primeras versiones de Trisquel incluían una amplia selección de herramientas científicas, de ingeniería y de enseñanza–, e incluye muchas tecnologías orientadas a la escuela, tales como el sistema de clientes ligeros LTSP y el gestor de aulas iTALC. También incluye un sistema de pizarra digital de bajo coste que, utilizando un proyector LCD, un mando de Wii y un software especializado, permite el reemplazo de soluciones de hardware mucho más caras.

### Trisquel Pro
Trisquel Pro es un sistema operativo orientado a los pequeños negocios. Incluye una selección de software de gestión empresarial, incluyendo Abanq, OpenbravoPOS, y GNUCash entre otros. Está principalmente orientado al mercado español –ya que algunos de estos programas fueron diseñados para el marco legal y fiscal español–, pero la mayoría de aplicaciones pueden ser usadas en todo el mundo. La colección de aplicaciones se completa con herramientas de uso general, incluyendo un cortafuegos gráfico, un software antivirus para el escaneo de las particiones de Windows, y un sistema de copias de seguridad automático.

## Publicaciones
Trisquel GNU/Linux no realizará lanzamientos regulares (STS Short Term Support) de nuevas versiones cada seis meses en promedio desde el lanzamiento de Toutatis, centrándose solo en el desarrollo y liberación de versiones de soporte extendido a largo plazo o LTS (del inglés Long Term Support). «Hemos decidido cambiar nuestro ciclo de lanzamientos de ahora en adelante: dejaremos de publicar versiones de soporte a corto plazo cada seis meses, centrándonos en proporcionar el mejor soporte posible a las versiones LTS, incluyendo mejoras retrocompatibles a elementos clave como el kernel, el navegador y el sistema gráfico entre otros.»
| Leyenda                        |
| ------------------------------ |
| Versiones antiguas sin soporte |
| Versiones antiguas con soporte |
| Versión actual                 |

| Versión  | Nombre    | Fecha de publicación     | Tipo | Soportado hasta  | Basado en               |
| -------- | --------- | ------------------------ | ---- | ---------------- | ----------------------- |
| 0.9      | Fyre      | 10 de octubre de 2004    |      |                  | Debian Unstable         |
| 0.95     | Ogmios    | 6 de marzo de 2006       |      |                  | Debian Unstable         |
| 0.97     | Morrigan  | 6 de julio de 2006       |      |                  | Debian Unstable         |
| 0.99     | Nemain    | 15 de enero de 2007      |      |                  | Debian Unstable         |
| 1.0      | Arianrhod | 30 de enero de 2007      |      |                  | Debian 4.0 Etch         |
| 1.5      | Sirona    | 25 de octubre de 2007    |      |                  | Debian Unstable         |
| 2.0      | Robur     | 24 de julio de 2008      | LTS  | Mediados de 2011 | Ubuntu 8.04 (hardy)     |
| 2.1      | Robur     | 18 de diciembre de 2008  | LTS  |                  | Ubuntu 8.04 (hardy)     |
| 2.2      | Robur     | 8 de agosto de 2009      | LTS  |                  | Ubuntu 8.04 (hardy)     |
| 3.0      | Dwyn      | 8 de septiembre de 2009  | STS  | Mediados de 2011 | Ubuntu 9.04 (jaunty)    |
| 3.5      | Awen      | 22 de marzo de 2010      | STS  | Mediados de 2011 | Ubuntu 9.10 (karmik)    |
| 4.0 LTS  | Taranis   | 17 de septiembre de 2010 | LTS  | Mediados de 2013 | Ubuntu 10.04 (lucid)    |
| 4.5      | Slaine    | 24 de marzo de 2011      | STS  | Mediados de 2012 | Ubuntu 10.10 (maverick) |
| 5.0      | Dagda     | 17 de septiembre de 2011 | STS  | 2014             | Ubuntu 11.04 (natty)    |
| 5.5      | Brigantia | 16 de abril de 2012      | STS  | 2014             | Ubuntu 11.10 (oneiric)  |
| 6.0 LTS  | Toutatis  | 11 de marzo de 2013      | LTS  | 2017             | Ubuntu 12.04 (precise)  |
| 7.0 LTS  | Belenos   | 3 de noviembre de 2014   | LTS  | 2019             | Ubuntu 14.04 (trusty)   |
| 8.0 LTS  | Flidas    | 18 de abril de 2018      | LTS  | 2021             | Ubuntu 16.04 (xenial)   |
| 9.0 LTS  | Etiona    | 16 de octubre de 2020    | LTS  | 2023             | Ubuntu 18.04 (bionic)   |
| 10.0 LTS | Nabia     | 1 de febrero de 2022     | LTS  | 2025             | Ubuntu 20.04 (focal)    |
| 11.0 LTS | Aramo     | 19 de marzo de 2023      | LTS  | 2027             | Ubuntu 22.04 (jammy)    |

## Flash, HTML5 y YouTube
El formato  .swf y el reproductor oficial de Adobe son propietarios y, por tanto, no soportados por Trisquel, por lo que utiliza alternativas:
- Formatos libres: Ogg Theora y WebM, que suelen estar soportados en los navegadores Mozilla (p.ej. Abrowser, GNU IceCat), Konqueror y Epiphany.
- Compartidores libres de videos: GNU MediaGoblin.
- Sustitutos de Adobe: Gnash (basado en gstreamer y ffmpeg), Swfdec[11] y Lightspark (este último puede ser obtenido de los repositorios PPA de Launchpad).
- Para YouTube, sin utilizar Adobe Flash, se puede utilizar el reproductor HTML5 de YouTube[12][13] y el formato WebM o usar SMTube o Linterna Mágica.[14]

## Hardware
El hardware de ThinkPenguin tiene soporte desde Trisquel 5.5, ya que incluye chipsets compatibles con el software libre.